# 桥梁坑
桥梁坑（Bridge）是月球哈德利-亚平宁区的一座撞击陨石坑。 
桥梁坑位于哈德利月溪中，它的喷出物确实构成了一座横跨月溪的桥梁。它坐落在哈德利·德尔塔山山脚下，距阿波罗15号着陆点西南约4公里处。在它的东南是较大的圣乔治坑，而东面则是略小的弯肘坑。
该陨坑名于1973年被国际天文联合会正式接受。